# 突光力和樹
突光力 和樹（とっこうりき かずき、1986年2月17日 - ）は、石川県金沢市出身で荒汐部屋に所属していた元大相撲力士。本名は吉田 和樹（よしだ かずき）、愛称はヨシダ。現役時代の体格は身長175cm、体重110kg。最高位は西三段目62枚目（2015年9月場所）。好きなおでんの具はこんにゃく。部屋ホームページの記事では語尾に「じゃい!」を付けることがあった。

## 来歴
初恋は小学6年生の頃であり、これは2017年7月場所の報告で答えられた。金沢高校では柔道部に所属し、県大会で3位という記録を残している。高校卒業後は金沢福祉専門学校介護福祉学科に進み、卒業後は金沢市の特別養護老人ホーム「千木園」で介護福祉士として勤務していた。しかし、小学生時代からの夢であった、角界入りへの未練が断ち切れなかったため2年半で退職し、荒汐部屋（小結・大豊）へ入門。年齢制限が3ヵ月後に迫っていた2008年11月場所で初土俵を踏む。この場所初土俵の力士は2人しかおらず、もう1人は蒼天龍（錣山部屋）である。初土俵時は本名であったが、初めて番付に名前が載った2009年1月場所からは四股名を「鴜洲」に改めた。この四股名は実家のある金沢市南四十万（みなみしじま）に由来しており、「鴜」の字には雌鳥という意味がある。
序ノ口は1場所で通過したが、2009年3月場所からはずっと序二段で、三段目に上がれぬままとなっていた。2010年11月場所からは「前に前にひたすら突き進む」という意味を込めた「突光力」に改名した。改名3場所目の2011年5月技量審査場所では序二段で土つかずの5連勝と好成績をあげていた。しかし6番相撲で、同期生である蒼天龍に破れ、序二段優勝と三段目昇進のチャンスを失った。同年9月場所では、華吹を破って5勝2敗としたことにより、翌11月場所でようやく三段目に昇進した。しかし1場所で跳ね返され、陥落場所の2012年1月場所の1番相撲では左肘を脱臼して途中休場。全治3ヶ月の診断で3月場所も全休。序ノ口へ落ちた5月場所も本調子で無かった為、7番相撲だけの出場になり、本格復帰は7月場所になった。
その後、序二段だった2013年9月場所で左膝を負傷して途中休場。次の場所も全休して序ノ口へ落ちた2014年1月場所で復帰した。最初の相撲は与那嶺に敗れて黒星だったが、その後は6連勝で6勝1敗。全勝者がいなかったため優勝決定戦へと進出して与那嶺と再戦。今度は勝利して序ノ口優勝となった。6勝1敗での序ノ口優勝を本人は「運」と言い切っていた。2015年9月場所で最高位となる西三段目62枚目まで番付を伸ばした。2016年1月場所は東序二段26枚目で5勝2敗であったが、「この地位では勝って当然」と千秋楽打ち上げパーティーで多くの参列者から叱咤激励を受け、これは本人にとっては「もっと頑張ろう」と嬉しい気持ちになる言葉であった。2017年5月場所は番付に名前が載ってから3場所目でまだ鬢付油すら付けられない若一郎健（武蔵川部屋）が初日の相手であり、闘志を燃やしており内掛けで勝利。西序二段66枚目で4勝3敗と勝ち越した2018年1月場所で現役引退。

## 主な成績
- 通算成績:173勝166敗39休（55場所）
- 序ノ口優勝：1回（2014年1月場所）

### 場所別成績
| | 一月場所 初場所（東京）   | 三月場所 春場所（大阪）   | 五月場所 夏場所（東京） | 七月場所 名古屋場所（愛知） | 九月場所 秋場所（東京）   | 十一月場所 九州場所（福岡） |
| --- | ------------------------- | ------------------------- | ----------------------- | --------------------------- | ------------------------- | --------------------------- |
| 2008年 （平成20年） | x                         | x                         | x                       | x                           | x                         | （前相撲）                  |
| 2009年 （平成21年） | 西序ノ口28枚目 5–2        | 東序二段90枚目 3–4        | 東序二段109枚目 3–4     | 西序二段120枚目 3–4         | 西序二段123枚目 4–3       | 東序二段85枚目 2–5          |
| 2010年 （平成22年） | 西序二段113枚目 4–3       | 東序二段78枚目 2–4        | 東序二段96枚目 5–2      | 東序二段52枚目 2–5          | 東序二段89枚目 4–3        | 東序二段61枚目 3–4          |
| 2011年 （平成23年） | 東序二段86枚目 3–4        | 八百長問題 により中止     | 西序二段99枚目 6–1      | 東序二段6枚目 2–5           | 西序二段37枚目 5–2        | 西三段目99枚目 3–4          |
| 2012年 （平成24年） | 西序二段19枚目 0–1–6      | 西序二段79枚目 休場 0–0–7 | 西序ノ口3枚目 1–0–6     | 西序ノ口12枚目 5–2          | 西序二段67枚目 6–1        | 東三段目98枚目 3–4          |
| 2013年 （平成25年） | 東序二段16枚目 2–5        | 西序二段46枚目 4–3        | 西序二段21枚目 2–5      | 西序二段53枚目 5–2          | 東序二段18枚目 2–2–3      | 西序二段52枚目 休場 0–0–7   |
| 2014年 （平成26年） | 西序ノ口15枚目 優勝 6–1   | 西序二段24枚目 3–4        | 西序二段50枚目 4–3      | 東序二段25枚目 3–4          | 西序二段48枚目 3–4        | 東序二段73枚目 4–3          |
| 2015年 （平成27年） | 東序二段44枚目 4–3        | 東序二段19枚目 4–3        | 東三段目99枚目 4–3      | 西三段目80枚目 4–3          | 西三段目62枚目 1–6        | 東三段目98枚目 2–5          |
| 2016年 （平成28年） | 東序二段26枚目 5–2        | 西三段目91枚目 1–5–1      | 西序二段34枚目 5–2      | 西三段目97枚目 2–5          | 西序二段27枚目 休場 0–0–7 | 西序二段97枚目 5–2          |
| 2017年 （平成29年） | 東序二段45枚目 5–2        | 東序二段8枚目 1–6         | 西序二段51枚目 4–3      | 東序二段25枚目 2–3–2        | 西序二段70枚目 4–3        | 西序二段41枚目 3–4          |
| 2018年 （平成30年） | 西序二段66枚目 引退 4–3–0 | x                         | x                       | x                           | x                         | x                           |
| 各欄の数字は、「勝ち-負け-休場」を示す。 優勝 引退 休場 十両 幕下 三賞：敢=敢闘賞、殊=殊勲賞、技=技能賞 その他：★=金星 番付階級：幕内 - 十両 - 幕下 - 三段目 - 序二段 - 序ノ口 幕内序列：横綱 - 大関 - 関脇 - 小結 - 前頭（「#数字」は各位内の序列） |                           |                           |                         |                             |                           |                             |

## 改名歴
- 吉田 和樹（よしだ かずき）2008年11月場所
- 鴜洲 和樹（しじま - ）2009年1月場所 - 2010年9月場所
- 突光力 和樹（とっこうりき - ）2010年11月場所 – 2018年1月場所